# Simbionte (cómic)
Los Simbiontes (también conocidos como Klyntar) son una especie ficticia de extraterrestres, que aparecen en los cómics estadounidenses publicados por Marvel Comics, más comúnmente en asociación con Spider-Man. Los simbiontes, como sugiere su nombre alternativo, forman un vínculo simbiótico con sus anfitriones, a través del cual se crea una sola entidad. Son capaces de alterar las personalidades y/o recuerdos de sus anfitriones influyendo en sus deseos más oscuros, además de amplificar sus rasgos físicos y emocionales y su personalidad y, por lo tanto, otorgarles habilidades sobrehumanas. Los simbiontes también se debilitan cuando se encuentran en el rango de sonidos extremos o frecuencias sónicas. Hay más de 40 simbiontes conocidos en el Universo Marvel.
El primer y más conocido simbionte es Venom, quien originalmente se unió a Spider-Man durante la historia de Secret Wars en 1985. Después de que Spider-Man lo rechazara al descubrir su verdadera naturaleza malvada, el simbionte se unió a su rival, Eddie Brock, con quien primero se convirtió en Venom. Desde entonces, el personaje ha perdurado como uno de los archienemigos de Spider-Man, aunque también ha sido representado ocasionalmente como un antihéroe. Otros personajes se han fusionado más tarde con el simbionte Venom, incluido el villano Mac Gargan y Flash Thompson, quien se convirtió en el superhéroe Agente Venom. Otros simbiontes conocidos son Carnage, un descendiente de Venom que, cuando se fusionó con su anfitrión más infame, Cletus Kasady, ha servido como enemigo tanto de Spider-Man como de Venom; y Anti-Venom, que se originó cuando el simbionte Venom se fusionó nuevamente con Brock después de estar separado de él durante mucho tiempo, obteniendo una nueva apariencia blanca y poderes adicionales como resultado de que Martin Li usó sus poderes en Brock para curar su cáncer.
Desde su concepción, los simbiontes han aparecido en varias adaptaciones de medios, incluidas películas, series de televisión y videojuegos. Venom ha sido el más destacado, apareciendo en la película Spider-Man 3 (2007) y el protagonista y antihéroe titular de Venom (2018); este último también contó con otros simbiontes, especialmente Riot, que se desempeñó como el principal antagonista de la película. Carnage tuvo su debut cinematográfico en la película, Venom: Let There Be Carnage (2021). Otros simbiontes debutaron en Venom: El último baile (2024).

## Historial de publicaciones
La primera aparición de un simbionte ocurre en The Amazing Spider-Man # 252, The Spectacular Spider-Man # 90 y Marvel Team-Up # 141 (lanzado simultáneamente en mayo de 1984), en el que Spider-Man trae a casa a la Tierra después de Secret Wars (Secret Wars # 8, que fue lanzado meses después, detalles de su primer encuentro con ella). El concepto fue creado por un lector de Marvel Comics, con el editor comprando la idea por $ 220. El diseño original fue modificado por Mike Zeck, convirtiéndose en el simbionte Venom. El concepto sería explorado y utilizado a lo largo de múltiples líneas argumentales, cómics derivados y proyectos derivados.

## Biografía ficticia
Los simbiontes fueron creados originalmente por una antigua deidad malévola y primordial llamada Knull, el Señor del Abismo. Cuando los Celestiales comenzaron su vasto plan para evolucionar el universo, Knull, al ver que su "Reino" estaba siendo tocado, tomó represalias al construir All-Black, el primer simbionte, y decapitó a un Celestial. Luego, los otros Celestiales desterraron a Knull junto con la cabeza Celestial cortada en el Vacío. Después de eso, comenzó a usar la sangre y la cabeza como Forja para los simbiontes, donde obtuvieron las debilidades del sonido y el fuego (la cabeza se convertiría más tarde en Knowhere). Luego se embarcó en un genocidio contra los otros dioses. Al luchar contra los otros dioses, Knull se estrella en un planeta desolado donde All-Black lo dejó y fue a Gorr, ya que Gorr estaba lleno de odio y trató de matar al otro dios y a Knull. Knull luego vuelve a despertar y creó un ejército de simbiontes que usó para conquistar planetas y devorar civilizaciones enteras, estableciendo en el proceso el Imperio Simbionte. Sin embargo, cuando uno de sus simbiontes-dragones fue a la Tierra medieval, Thor lo derrotó y destruyó la conexión entre Knull y los simbiontes. Estar desconectados de Knull hizo que los dragones simbiontes se convirtieran en innumerables simbiontes individuales, que buscaban anfitriones para estabilizarse. Los simbiontes que se habían unido a anfitriones nobles y bondadosos envenenaron a la "Mente Colmena" con rasgos como la nobleza y el honor, lo que provocó que los simbiontes se rebelaran contra Knull y lo encarcelaran en el núcleo de un planeta artificial, renombrándolo a él y a ellos mismos como "Klyntar" (en su idioma "jaula"), en la galaxia de Andrómeda. Avergonzados de su oscuro pasado, los simbiontes de Klyntar deseaban difundir y mantener la paz en todo el Cosmos buscando anfitriones dignos de varias especies para crear una organización de guerreros nobles. Sin embargo, estos anfitriones eran altruistas, imperfectos, ya que los simbiontes podían ser corrompidos por anfitriones con desequilibrios químicos dañinos o atributos de personalidad problemáticos, convirtiéndolos en parásitos destructivos que propagarían mentiras y desinformación sobre su propia clase para hacer que otros pueblos Temer y odiar a la especie simbionte en su conjunto.
El grupo Klyntar corrompido se extendió más que sus contrapartes benévolas, estableciendo una cultura espacial dedicada a infectar y adelantar planetas enteros. El corrupto Klyntar forzó a sus anfitriones a realizar hazañas que desafían a la muerte para alimentarse de las oleadas resultantes de hormonas como la adrenalina y la fenetilamina. Estos seres anfitriones morirían rápidamente, ya sea por el desgaste causado por el esfuerzo y el esfuerzo constantes o como resultado del peligro inherente en los trucos realizados.
En algún momento, Galactus devoró un planeta dirigido por un simbionte. Debido a su memoria genética, todos los simbiontes ahora detestan tanto a Galactus como a su antiguo heraldo, el Silver Surfer. ZZZXX, un simbionte con predilección por comer cerebros, también fue capturado por el Shi'ar, encarcelado y estudiado durante años hasta que fue liberado y empleado como Guardia Pretoriana por Gabriel Summers.
Los Kree, que querían replicar las habilidades de cambio de forma de los Skrull, obtuvieron un simbionte recién nacido el cual sería Venom que había sido excluido de los otros simbiontes. Reclutaron a Tel-Kar para unirse al joven simbionte. Modificaron tanto a Tel-Kar como al simbionte para que Tel-Kar pudiera tener control total sobre ellos. Se infiltró en los Skrull usando la habilidad de cambio de forma del simbionte, pero fue descubierto cuando detuvo a algunos Skrull de matar a algunos refugiados Kree indefensos. Luego borró los recuerdos del simbionte y se separó de él. El simbionte quedó atrapado en la nave que aterrizó en un planeta que más tarde formaría parte de Battleworld de Beyonder, donde se unió a Spider-Man. Spider-Man regresó con el simbionte, y este más tarde se unió a Eddie Brock en una iglesia; durante este tiempo, engendró siete hijos y un clon, y su primer hijo tuvo tres hijos. El simbionte Venom se fue haciendo cada vez más monstruoso y psicótico. Cuando estaba vinculado a Flash Thompson, que originalmente luchó por controlarlo, el simbionte desarrolló algo de afecto por él. Más tarde se establece que el estado mental del huésped afecta al simbionte tanto como al revés, como el primer hijo de Venom, Carnage. El simbionte es tan psicótico como su anfitrión Cletus Kasady y la explosividad de Venom empeoró después de vincularse con sus dos anfitriones después de Brock, los cuales eran criminales de carrera (Mac Gargan). Del mismo modo, los diversos simbiontes vinculados a los héroes no se muestran tan retorcidos, aunque a veces luchan con la agresión.
Un enjambre de Brood que había sido superado por los simbiontes más tarde invadió el satélite S.W.O.R.D. y poseyó a todos sus habitantes, pero Spider-Man y los X-Men derrotaron a los Brobs infectados por los simbiontes.
Los Klyntar fueron posteriormente allanados y envenenados con la ayuda de Haze Mancer, un cazador furtivo de simbiontes, que resultó en la muerte aparente de los Agentes del Cosmos y el secuestro de todos los simbiontes. Los simbiontes secuestrados fueron modificados más tarde por productos químicos para que pudieran usarlos en los superhéroes de la Tierra. Después de la derrota de la desintoxicación,, los simbiontes supervivientes fueron devueltos a su planeta.
Cuando se descubre el cuerpo de Grendel, un simbionte similar a un dragón en la Tierra,esto vuelve a despertar a Knull lo suficiente como para permitirle controlar a la criatura antes de ser detenido por los esfuerzos combinados de Venom y Spider-Man (Miles Morales). Y luego fue incinerado por Eddie, que le negó a Knull la oportunidad de escapar de Klyntar (su jaula).

## Poderes y habilidades
Los simbiontes potencian las habilidades naturales de un huésped hasta el punto de superar con creces la de los miembros normales de la especie de los huéspedes. Estas habilidades incluyen lo siguiente:
- Fuerza sobrehumana, velocidad, resistencia, agilidad, factor curativo, e inteligencia, mejora otros atributos naturales también.
- Memoria genética, recordando información de anteriores huéspedes.
- La habilidad de negar el daño causado por enfermedades terminales y lesiones permanentes aunque en realidad no las cura. Por ejemplo, Eddie Brock fue capaz de sobrevivir indefinidamente con cáncer terminal, y Scott Washington fue capaz de caminar a pesar de ser parapléjico. Mientras los simbiontes pueden curar a sus huéspedes, por lo general tratan de obligar a sus huéspedes a depender de ellos y asegurar así la supervivencia de los simbiontes.
- Se pueden expandir a cualquier tamaño, siempre y cuando tenga algo que crecer tal como un huésped o un objeto. Los simbiontes pueden entrar en áreas pequeñas tales como cables eléctricos y los interiores de los coches e inhabilitarlos completamente.
- El simbionte también reacciona a los pensamientos y la voluntad del huésped. Cuando Spider-Man fue seleccionado originalmente, había estado pensando en el traje de Spider-Woman en las Guerras Secretas. El simbionte actuó sobre eso y formó un traje similar, el visto en él y Veneno.

Las siguientes son funciones que se han demostrado por las voluntades de diversos huéspedes (pero no están limitadas):
- La habilidad de bloquear parte de la mente de los huéspedes.
- La habilidad de formar colmillos o simples armas blancas de sus extremidades.
- La habilidad de formar tentáculos de su cuerpo.
- La habilidad de proyectar la superficie del simbionte para atacar a distancia.
- La habilidad de cambiar de forma, desde imitar la ropa hasta incluir un cambio completo de apariencia, sin importar la estatura real y las dimensiones corporales del huésped ya que los simbiontes son teseractos vivientes.
- La habilidad de adherirse a las paredes (adaptado de Spider-Man).
- La habilidad de producir toxinas y venenos, tal como en la mordida tóxica completa que Venom le dio al Hombre de Arena.
- La habilidad de producir redes de su propia masa (adaptado de Spider-Man).
- El simbionte Venom también tiene habilidades empáticas, y es capaz de proyectar deseos y necesidades a los pensamientos de su huésped o potenciales huéspedes. Esta habilidad también puede ayudar a Venom a detectar la verdad de aquellos que interroga.
- Puede sentir la presencia de otros seres dentro de una cierta distancia.
- El simbionte unido protege al huésped de la mirada de penitencia del Ghost Rider.
- Venom y todos sus descendientes poseen la habilidad de pasar por alto el sentido arácnido, ya que el simbionte original estaba unido a Peter Parker (Spider-Man) primero, esto llevó su información genética y poderes arácnidos. Esto significa que el simbionte que ataca a Peter sería en esencia Peter atacándose a sí mismo, lo cual no pondría en marcha su sentido arácnido (durante la Saga Clon, esto se hizo complicado, ya que Venom y Carnage partieron el sentido arácnido de Ben Reilly).
- La habilidad de crear portales de almacenamiento dentro de ellos (esto creó un fácil acceso a la cámara de Peter).
- Cada simbionte tiene su propia habilidad única. Por ejemplo, Carnage es capaz de ver desde cada dirección de su cuerpo (esto es similar al sentido arácnido de Spider-Man).
- En algunas realidades, el simbionte de Venom ha demostrado ser capaz de replicarse.
- En algunas realidades, el simbionte se alimenta de las emociones más bajas de su huésped, creando una personalidad mucho más hostil. Cuanto más tiempo el huésped es expuesto al simbionte, más dominante se vuelve este estado mental.

## Debilidades
Los simbiontes fueron debilitados naturalmente por sonidos intensos y calor intenso - especialmente grandes incendios. Por ejemplo, Spider-Man se sacó el simbionte Venom de encima con el sonido intenso de una campana de iglesia. Además, en algunas historias y juegos (en general mencionado en el videojuego de 2000 Spider-Man), también son debilitados por el magnesio. Sin embargo, a medida que cada nuevo simbionte ha engendrado un hijo, una evolución natural parece no solo aumentar sus fuerzas, sino también reducir sus debilidades. Incluso los simbiontes existentes pueden mutar y desarrollar estas resistencias. Sin embargo, no ha habido un simbionte invulnerable en la continuidad principal, ya que las nuevas razas pueden ser dañadas por una increíble cantidad de ondas sónicas y calor. También, en el Universo Marvel principal, los simbiontes son vulnerables al calor producido por la electricidad de alto voltaje.
Hay otras debilidades también además de sonidos y calor. Iron Man logró crear una fórmula antídoto que podría destruir un simbionte (hay que señalar que eran en realidad solo eran organismos biológicos similares a virus creados por el Doctor Doom, originalmente basados en el simbionte Venom y diseñados como un arma biológica). Con Venom y Carnage, las autoridades han sido capaces de mantener a raya a los simbiontes con un inhibidor químico. El criminal Styx casi mató al simbionte Venom con su toque letal. Ya sea que un simbionte puede mutar y reducir el efecto de estas debilidades es desconocido, aunque Carnage afirmó haber desarrollado invulnerabilidad al sonido. Además, un simbionte unido con Wolverine fue expulsado por su factor curativo avanzado, aunque el factor curativo de Wolverine no funcionaba cuando fue unido a un clon del simbionte Venom.
En algunas encarnaciones, el simbionte es representado como que requiere un cierto químico (lo más probable fenetilamina) para mantenerse sano y saludable, lo que se ha dicho que se encuentra abundantemente en dos fuentes: el chocolate y los tejidos del cerebro humano. Así, el huésped es forzado a robar/comprar grandes cantidades de chocolate o convertirse en un caníbal involuntario que devora los cerebros de aquellos a los que mata. Este rasgo peculiar solo se ha visto en el simbionte Venom. Sin embargo, tanto Carnage (cómic) como Toxin han amenazado a sus enemigos con aspiraciones de "comer sus cerebros", así como varias partes del cuerpo. Cuando Toxin se asoció con Spider-Man y Black Cat (cómic), luchó para mantenerse estable, diciéndole a Spider-Man que solo estaba "bromeando" acerca de comer los cerebros de los ladrones.
Al menos en una ocasión, Spider-Man fue capaz de agotar al simbionte, aprovechando el hecho de que hacía sus redes de sí mismo; después de que el simbionte ya había utilizado una gran cantidad de redes para atarlo a una campana, Spider-Man forzó al simbionte a usar más redes para que se agotara a sí mismo como la sangre que gotea de una herida (a pesar de la enorme cantidad de redes que el simbionte tendría que usar para que esta debilidad sea explotada hace de su uso una lucha limitada).

## Lista de simbiontes

### Simbiontes principales
Los siguientes simbiontes han aparecido a lo largo de varios años de la historia de Spider-Man. Aparecieron en múltiples medios como películas y videojuegos y fueron protagonistas/villanos en arcos argumentales.
| Nombre     | Primera aparición                             | Descripción |
| ---------- | --------------------------------------------- | --- |
| Venom      | The Amazing Spider-Man #299 (abril de 1988)   | Se introdujo inicialmente en Marvel Super Heroes Secret War #8, se fusionó con Spider-Man, y en especial Eddie Brock. Mac Gargan luego pasó a ser el huésped del simbionte por un tiempo, pero desde entonces ha sido adquirido por el gobierno y ahora está siendo utilizado por Flash Thompson bajo el alias Agente Venom. |
| Carnage    | The Amazing Spider-Man #361 (abril de 1992)   | Un hijo-prole de Venom unido al asesino en serie, Cletus Kasady. Esta prole fue reabsorbida con el tiempo en Venom. Después de perder su simbionte, Kasady descubre un simbionte similar en la Zona Negativa y una vez más se convirtió en Carnage. |
| Toxin      | Venom Vs. Carnage #2 (septiembre de 2004)     | Un hijo de Carnage que se unió con el agente de policía Patrick Mulligan, convirtiéndose en un héroe. Más tarde, forzosamente fue unido a Eddie Brock por el Amo del Crimen. |
| Anti-Venom | The Amazing Spider-Man #569 (octubre de 2008) | Creado cuando los restos del simbionte Venom en el cuerpo de Eddie Brock fueron combinados con sus células blancas por las energías místicas de Señor Negativo. Anti-Venom posee habilidades curativas y su tacto es corrosivo para Venom. A diferencia de otros simbiontes, Anti- Venom no es sensible. El traje es aparentemente destruido en la historia de 2011 "Spider-Island". |
| Knull      | Venom #3 (agosto de 2018)                     | Un dios primordial de la oscuridad que manifestó el primer simbionte de su sombra con el fin de matar a un Celestial y usó las propiedades cósmicas de la cabeza para formar un traje de symbiote-armadura al embarcarse en su cruzada deicidal. Mientras estaba varado en el desolado mundo de Gorr, Knull descubrió que podía infectar a "criaturas menores" con el abismo viviente, creando así los simbiontes para conquistar el universo. Es considerado el Dios de los Simbiontes y también la entidad no identificada que se ve en Thor: God of the Thunder #6. |

### Simbiontes menores
Los siguientes simbiontes han hecho solo unas cuantas apariciones menores en los cómics y suelen ser excluidos de las adaptaciones en otros medios.
| Nombre         | Primera aparición                             | Descripción |
| -------------- | --------------------------------------------- | --- |
| Rostro Temible | Fantastic Four #360 (enero de 1992)           | Un simbionte capaz de controlar la mente de los sujetos a través del tacto. El alienígena fue capturado a bordo de la nave de Devos el Devastator pero escapó durante un altercado entre Devos y los Cuatro Fantásticos. Rostro Temible se presume destruido. |
| Scream         | Venom: Lethal Protector #4 (mayo de 1993)     | En un intento por crear "súper-polis" para vigilar su nueva Utopía, la Fundación Vida probó el simbionte Veneno y extrajo las últimas cinco de sus "semillas" - los materiales utilizados para crear proles. Estas fueron cultivadas y unidas a cinco del mejor personal de seguridad de la Fundación Vida para formar a los Guardianes: Donna Diego (Scream), Carl Mach (Fago), Leslie Gesneria (Agony), Trevor Cole (Riot) y Ramon Hernández (Azotador). En los cómics ninguno de los cinco simbiontes recibieron nombres. Sin embargo, en la línea de juguetes Venom: Planet of the Symbiotes el simbionte amarillo fue nombrado Scream y el simbionte verde fue nombrado Lasher. El nombre "Scream" fue utilizado tiempo después en Marvel Super Hero Island Adventures #1 y en Spider-Man Back in Black Handbook. La línea de juguetes también contó con un simbionte de cuatro brazos llamado Riot que no figuraba en los cómics. Los nombres de otros simbiontes se hicieron populares entre los fanes, pero no aparecieron en un trabajo oficial de Marvel hasta la miniserie de 2011 Carnage U.S.A.. Mach, Cole, Hernández y Gesneria fueron asesinados por Donna después de que ella decidiera que los simbiontes eran malos; los simbiontes de los guardias asesinados se fusionaron para crear a Hybrid. Scream e Hybrid son asesinados por Brock en Venom #15. El simbionte Hybrid fue recogido por el Gobierno de EE. UU., separado por la fuerza, y unido a cuatro soldados para luchar contra Carnage: Rico Axelson (Paghe), James Murphy (Agony), Howard Ogden (Riot) y Marcus Simms (Lasher). Los que después son asesinados por Carnage. |
| Lasher         | Venom: Lethal Protector #4 (mayo de 1993)     | En un intento por crear "súper-polis" para vigilar su nueva Utopía, la Fundación Vida probó el simbionte Veneno y extrajo las últimas cinco de sus "semillas" - los materiales utilizados para crear proles. Estas fueron cultivadas y unidas a cinco del mejor personal de seguridad de la Fundación Vida para formar a los Guardianes: Donna Diego (Scream), Carl Mach (Fago), Leslie Gesneria (Agony), Trevor Cole (Riot) y Ramon Hernández (Azotador). En los cómics ninguno de los cinco simbiontes recibieron nombres. Sin embargo, en la línea de juguetes Venom: Planet of the Symbiotes el simbionte amarillo fue nombrado Scream y el simbionte verde fue nombrado Lasher. El nombre "Scream" fue utilizado tiempo después en Marvel Super Hero Island Adventures #1 y en Spider-Man Back in Black Handbook. La línea de juguetes también contó con un simbionte de cuatro brazos llamado Riot que no figuraba en los cómics. Los nombres de otros simbiontes se hicieron populares entre los fanes, pero no aparecieron en un trabajo oficial de Marvel hasta la miniserie de 2011 Carnage U.S.A.. Mach, Cole, Hernández y Gesneria fueron asesinados por Donna después de que ella decidiera que los simbiontes eran malos; los simbiontes de los guardias asesinados se fusionaron para crear a Hybrid. Scream e Hybrid son asesinados por Brock en Venom #15. El simbionte Hybrid fue recogido por el Gobierno de EE. UU., separado por la fuerza, y unido a cuatro soldados para luchar contra Carnage: Rico Axelson (Paghe), James Murphy (Agony), Howard Ogden (Riot) y Marcus Simms (Lasher). Los que después son asesinados por Carnage. |
| Paghe          | Venom: Lethal Protector #4 (mayo de 1993)     | En un intento por crear "súper-polis" para vigilar su nueva Utopía, la Fundación Vida probó el simbionte Veneno y extrajo las últimas cinco de sus "semillas" - los materiales utilizados para crear proles. Estas fueron cultivadas y unidas a cinco del mejor personal de seguridad de la Fundación Vida para formar a los Guardianes: Donna Diego (Scream), Carl Mach (Fago), Leslie Gesneria (Agony), Trevor Cole (Riot) y Ramon Hernández (Azotador). En los cómics ninguno de los cinco simbiontes recibieron nombres. Sin embargo, en la línea de juguetes Venom: Planet of the Symbiotes el simbionte amarillo fue nombrado Scream y el simbionte verde fue nombrado Lasher. El nombre "Scream" fue utilizado tiempo después en Marvel Super Hero Island Adventures #1 y en Spider-Man Back in Black Handbook. La línea de juguetes también contó con un simbionte de cuatro brazos llamado Riot que no figuraba en los cómics. Los nombres de otros simbiontes se hicieron populares entre los fanes, pero no aparecieron en un trabajo oficial de Marvel hasta la miniserie de 2011 Carnage U.S.A.. Mach, Cole, Hernández y Gesneria fueron asesinados por Donna después de que ella decidiera que los simbiontes eran malos; los simbiontes de los guardias asesinados se fusionaron para crear a Hybrid. Scream e Hybrid son asesinados por Brock en Venom #15. El simbionte Hybrid fue recogido por el Gobierno de EE. UU., separado por la fuerza, y unido a cuatro soldados para luchar contra Carnage: Rico Axelson (Paghe), James Murphy (Agony), Howard Ogden (Riot) y Marcus Simms (Lasher). Los que después son asesinados por Carnage. |
| Agony          | Venom: Lethal Protector #4 (mayo de 1993)     | En un intento por crear "súper-polis" para vigilar su nueva Utopía, la Fundación Vida probó el simbionte Veneno y extrajo las últimas cinco de sus "semillas" - los materiales utilizados para crear proles. Estas fueron cultivadas y unidas a cinco del mejor personal de seguridad de la Fundación Vida para formar a los Guardianes: Donna Diego (Scream), Carl Mach (Fago), Leslie Gesneria (Agony), Trevor Cole (Riot) y Ramon Hernández (Azotador). En los cómics ninguno de los cinco simbiontes recibieron nombres. Sin embargo, en la línea de juguetes Venom: Planet of the Symbiotes el simbionte amarillo fue nombrado Scream y el simbionte verde fue nombrado Lasher. El nombre "Scream" fue utilizado tiempo después en Marvel Super Hero Island Adventures #1 y en Spider-Man Back in Black Handbook. La línea de juguetes también contó con un simbionte de cuatro brazos llamado Riot que no figuraba en los cómics. Los nombres de otros simbiontes se hicieron populares entre los fanes, pero no aparecieron en un trabajo oficial de Marvel hasta la miniserie de 2011 Carnage U.S.A.. Mach, Cole, Hernández y Gesneria fueron asesinados por Donna después de que ella decidiera que los simbiontes eran malos; los simbiontes de los guardias asesinados se fusionaron para crear a Hybrid. Scream e Hybrid son asesinados por Brock en Venom #15. El simbionte Hybrid fue recogido por el Gobierno de EE. UU., separado por la fuerza, y unido a cuatro soldados para luchar contra Carnage: Rico Axelson (Paghe), James Murphy (Agony), Howard Ogden (Riot) y Marcus Simms (Lasher). Los que después son asesinados por Carnage. |
| Riot           | Venom: Lethal Protector #4 (mayo de 1993)     | En un intento por crear "súper-polis" para vigilar su nueva Utopía, la Fundación Vida probó el simbionte Veneno y extrajo las últimas cinco de sus "semillas" - los materiales utilizados para crear proles. Estas fueron cultivadas y unidas a cinco del mejor personal de seguridad de la Fundación Vida para formar a los Guardianes: Donna Diego (Scream), Carl Mach (Fago), Leslie Gesneria (Agony), Trevor Cole (Riot) y Ramon Hernández (Azotador). En los cómics ninguno de los cinco simbiontes recibieron nombres. Sin embargo, en la línea de juguetes Venom: Planet of the Symbiotes el simbionte amarillo fue nombrado Scream y el simbionte verde fue nombrado Lasher. El nombre "Scream" fue utilizado tiempo después en Marvel Super Hero Island Adventures #1 y en Spider-Man Back in Black Handbook. La línea de juguetes también contó con un simbionte de cuatro brazos llamado Riot que no figuraba en los cómics. Los nombres de otros simbiontes se hicieron populares entre los fanes, pero no aparecieron en un trabajo oficial de Marvel hasta la miniserie de 2011 Carnage U.S.A.. Mach, Cole, Hernández y Gesneria fueron asesinados por Donna después de que ella decidiera que los simbiontes eran malos; los simbiontes de los guardias asesinados se fusionaron para crear a Hybrid. Scream e Hybrid son asesinados por Brock en Venom #15. El simbionte Hybrid fue recogido por el Gobierno de EE. UU., separado por la fuerza, y unido a cuatro soldados para luchar contra Carnage: Rico Axelson (Paghe), James Murphy (Agony), Howard Ogden (Riot) y Marcus Simms (Lasher). Los que después son asesinados por Carnage. |
| Hybrid         | Venom: Along Came A Spider #1 (enero de 1996) | El personaje fue introducido como la fusión de los "simbiontes de la Fundación Vida", unidos al guardia de prisión Scott Washington. Aunque Eddie Brock más tarde persiguió y asesinó a Washington, los simbiontes sobrevivieron y fueron capturados de alguna manera por el gobierno de EE. UU. |
| Krobaa         | Venom: Seed of Darkness #1 (julio de 1997)    | Un simbionte que vino a la tierra, al parecer alertado de su presencia por los experimentos del Dr. Nigel Donlevy. Él se unió con Donlevy, pero la oscuridad en el alma de Donlevy volvió loco a Krobaa. Se fue en un alboroto violento hasta que el reportero del Daily Globe, Eddie Brock, intervino. Conjeturando que una criatura de oscuridad viviente sería vulnerable a la luz, Brock comenzó a tomar fotos de Krobaa; el flash sacó a Krobaa de su locura. No queriendo desatar la locura de la humanidad en su raza, Krobaa se suicidó, deshaciéndose en polvo negro. |
| Payback        | True Believers (septiembre de 2008)           | Unido a un primo más evolucionado de la raza normal de simbiontes. Es actualmente un vigilante y jefe de los Verdaderos Creyentes. |
| ZZZXX          | X-Men: Kingbreaker #2 (marzo de 2009)         | Él es un único miembro que come cerebros en la especie simbionte que fue descubierto hace varios años por el Emperador Shi'ar D'Ken. A diferencia de otros simbiontes, ZZZXX no se molestó en pedir permiso o cuidado para conocer a su huésped. |
| Scorn          | Carnage #5 (agosto de 2011)                   | Originalmente un trozo de Carnage recuperado después de su aparente destrucción en manos del Vigía. El pedazo fue utilizado para desarrollar un avanzado brazo protésico utilizado por la Dra. Tanis Nieves. Después de que ella rechazase su intento de pegarse a ella, éste se apegó a Scream pero se volvió temeroso de ella. La Dra. Nieves aceptó su deseo de regresar a ella y se unió con el simbionte para convertirse en Scorn. |

## Otras versiones

### Ultimate Marvel
En el universo Ultimate Marvel, el traje Venom es una creación artificial nacida de un experimento de Richard Parker y Edward Brock, Sr. para desarrollar una cura protoplasmática para el cáncer. Utilizó el ADN de Richard como la base inicial para él, por lo que él y Peter están "relacionados" con él. El traje cuando se adhiere a un huésped, se endurece su superficie y emerge de la "cáscara" como una pupay mejora la fuerza y las habilidades naturales del usuario, pero también intenta unir permanentemente aún más con el anfitrión y puede afectar su mente. El simbionte definitivo es aparentemente débil solo para la electricidad. Cuando es usado por un anfitrión que no es el hijo de Richard, Peter, el Ultimate Spider-Man, el anfitrión se ve obligado a devorar la energía vital de otros seres humanos o, de lo contrario, el traje puede consumir la suya.
En el videojuego Ultimate Spider-Man se da a entender que el accidente aéreo que mató a los padres de Peter fue causado por Eddie Sr. y Venom.
El simbionte Carnage también aparece en el universo Ultimate como un parásito construido genéticamente por Curt Conners a partir del ADN de Peter. Los rastros del traje Venom restantes en la sangre de Peter confieren a Carnage, propiedades similares al traje Venom. Éste también devora personas, pero no requiere un huésped. Muere después de ser consumido por el fuego después de su intento por absorber a Peter para completarse. Más tarde vuelve a aparecer en forma de Gwen Stacy, y durante un encuentro con Venom, este último absorbe el traje de Carnage en sí mismo, lo que hace a Venom "completo", aunque más monstruoso que nunca, y obtiene un símbolo de araña blanca.

### Spider-Gwen
En el universo de Spider-Gwen, la Dra. Elsa Brock creó una cura para el ADN del Lagarto de Harry Osborn utilizando isótopos radioactivos de Spider-Gwen. Cuando Gwen inyectó los isótopos en Harry, el suero Lagarto se combinó con los isótopos Spider y se transformó en Venom, que se unió a Spider-Gwen devolviendo sus poderes y convirtiéndose en Gwenom. Este simbionte es débil a sonoro solo cuando está vinculado a un huésped, de lo contrario no se ve afectado por sonicos cuando está sin huésped.

### Amalgam Comics
En este universo, la instalación que creó Spider-Boy, comenzó a experimentar con una sustancia que obtuvieron de una nave espacial alienígena. Accidentalmente, crearon un simbionte cristalino llamado Bizarrnage (amalgama de Carnage y Bizarro). Tenía los poderes de Spider-Boy y comenzó a atacar a todos hasta que Spider-Boy lo derrotó.

### MC2
En un universo alternativo, Norman Osborn consiguió la sangre de Eddie, que todavía estaba vinculada a Venom en ese momento, y extrajo las células simbiontes de la sangre. Luego, Norman combinó las células con el ADN de May y creó un clon híbrido simbionte / humano de Mayday Parker. El clon se quedó en estasis dentro de una cámara, hasta que Peter, con la mente de Norman, se convirtió en Dios Duende y despertó al híbrido. Cuando Peter volvió a la normalidad, el híbrido bajo el alias de Mayhem / Spider-Girl se fue a vivir con la familia de Parker, nombrándose a sí misma April Parker.

### Spider-Verse
En el universo de Spider-Punk, V.E.N.O.M., también conocido como malla orgánica neuro-sensible de compromiso variable, es creado por Oscorp y es usado por el Departamento Thunderbolt, la policía y el departamento de bomberos del presidente Osborn para poder controlar mejor la ciudad, pero luego son derrotados. Por Spider-Punk usando su guitarra.

### Spider-Geddon
En el universo de Peni Parker, también conocido como SP // dr, Ven # m es un gigante traje mecánico, impulsado por un Sym Engine, creado para servir como respaldo en caso de que el SP // dr fallara. Fue pilotado por Addy Brock hasta que en una batalla contra un monstruo tecnológico llamado M.O.R.B.I.U.S., la demanda ganó conciencia y se rebeló. Aunque SP // dr pudo derrotar a Ven # m, fue demasiado tarde para evitar que consumiera a Addy, así como a su versión de la tía May, que voló para solucionar el problema manualmente.

## En otros medios

### Televisión
- Los simbiontes aparecen en la serie animada de Spider-Man de los años 90. Aparecen Venom y Carnage. En la serie, Venom es derrotado por Spider-Man y enviado al espacio. Dormammu devuelve a Venom para que lo sirva. Cuando Venom no consigue un portal, unen Carnage a Cletus Kasady y lo envían para ayudar a Venom. Venom traiciona a Dormammu y se va. Carnage es enviado para absorber la energía de la vida. Eddie Brock voluntariamente se separa de Venom. Cuando Carnage secuestra a Ashley Kafka, de quien Eddie está enamorado, Eddie se reúne con el simbionte y ayuda a Spider-Man. Cuando Carnage intenta arrojar a Kafka al limbo, el lugar entre los portales, Venom lo detiene y los deja a ambos en el limbo. Durante el final de la temporada de Spider Wars, Carnage se une con Spider-Man para crear a Spider Carnage.
- En Spider-Man Unlimited, Venom y Carnage son villanos principales.
- Venom aparece en The Spectacular Spider-Man, con la versión de Spider-Man interpretado por Josh Keaton y la versión de Eddie Brock interpretado por Benjamin Diskin. En el episodio "El principio de la incertidumbre", el simbionte llega a la Tierra escondiéndose en el transbordador espacial. Después de ser rechazado por Spider-Man, se une a Eddie en el episodio "Intervención", y finalmente es derrotado en el episodio "Naturaleza contra Nutrición". Venom reapareció en los episodios de la segunda temporada "Primeros pasos", "Dolores crecientes" e "Crisis de identidad", donde intenta exponer la identidad secreta de Spider-Man, pero sus planes están frustrados. Carnage también iba a aparecer en la tercera temporada, pero fue cancelada.
- Los simbiontes Venom, Carnage y Anti-Venom aparecen en Ultimate Spider-Man. Venom y Anti-Venom son creados por el Doctor Octopus. Venom fue creado al alterar una muestra de ADN de Spider-Man y Anti-Venom fue creado a partir de la muestra de Venom usada para contrarrestar y destruir el simbionte Venom. El simbionte Carnage es creado por el Duende Verde y luego recreado por Michael Morbius a partir del simbionte Venom que obtuvo.
- En Hulk and the Agents of S.M.A.S.H., el episodio "El Venom Interior", el Doctor Octopus crea el Venom Gamma combinando el simbionte Venom con cada miembro de los Agentes de SMASH. Esta versión del simbionte Venom es destruida por los Agentes de SMASH y Spider-Man.
- Los Simbiontes aparecen en Guardianes de la Galaxia, que debutó en 2015. Sus orígenes se revelaron en la "Guerra de los Simbiontes" en tres partes como Klyntar originalmente quien fue alterado por Thanos en sus experimentos en el planeta minero que luego se reveló como lo que quedaba del mundo natal de Groot.
- El simbionte Venom apareció en Spider-Man. En esta versión, el gran maestro de Horizon High, Max Modell, adquiere el simbionte (nombre en clave V-252) del programa espacial de la NASA como una forma de descubrir y agregar un nuevo elemento a la tabla periódica. Apareció por primera vez en el episodio "Un día en la vida", en el que Black Cat lo roba como un medio para venderlo en el mercado negro, pero Spider-Man lo recupera y lo lleva de vuelta a Horizon High. Más tarde aparece en episodios como "El Hombre de Arena", "Relación Simbiótica", "La Expo Stark" y con Flash Thompson en "Venom". En la temporada 2, el V-252 se fusiona con Eddie Brock, que lo renombra Venom, en "Dead Man's Party", pero está incapacitado por un dispositivo sonoro experimental en "Venom Regresa". Venom finalmente es despertado por la experimentación que al final altera su genealogía, permitiéndole sobrevivir sin la necesidad de un anfitrión, pero Spider-Man lo vence poco después de que Otto Octavius deshaga su intercambio de cuerpo en "Superior". La temporada 3, subtitulada Maximum Venom, presenta más simbiontes, incluidos Scream, Scorn y Mania. En "Web of Venom" Pt. 2, Venom es liberado accidentalmente por el Dr. Curt Connors, quien estaba investigando los "experimentos corruptos" de Max en nombre de una persona misteriosa. Absorbiendo la copia sintética que Max hizo probar a Spider-Man, Venom se dirige al sitio del accidente del meteorito y usa una semilla de energía para disparar un rayo al espacio, pero una vez más fue derrotado por Spider-Man. En "Amazing Friends", se revela que el rayo es un faro, que convoca a los otros Simbiontes en el planeta natal de Venom a la Tierra. Mientras Groot viene a la Tierra para advertir a Peter de la inminente invasión, los Simbiontes capturan a la Capitana Marvel y Star Lord mientras se dirigen al mismo planeta.
- Un simbionte original llamado Syphon8r aparece en el episodio de Moon Girl and Devil Dinosaur, "The Borough Bully". Al detectar a un niño llamado Angelo (con la voz de Josh Keaton) que tenía envidia de Moon Girl y Devil Dinosaur por eclipsarlo, Syphon8r se une a él, toma la forma de un troll de cuatro brazos con cuatro tentáculos en lugar de piernas y se convierte en un Troll de Internet para alimentarse de su ira y la de Moon Girl. Mientras intenta destruir el Puente de Washington para aumentar su popularidad, Moon Girl le quita el poder al simbionte antes de que ella y Devil lo derroten, lo que lo obliga a retirarse y abandonar a Angelo.

### Película

#### Películas de Sam Raimi
El simbionte Venom apareció en Spider-Man 3, después de que aterrizó en la Tierra dentro de un meteorito. El simbionte se fusionó con el traje de Peter Parker / Spider-Man mejorando sus poderes y habilidades. Después de ser descartado por Parker, siguiendo la influencia oscura que tuvo sobre él, la entidad se une a Eddie Brock interpretado por Topher Grace.

#### Películas de Marc Webb
En los tráileres de The Amazing Spider-Man 2, el simbionte Venom apareció brevemente entre varios elementos de la tecnología de supervillanos vistos en la agencia de Gustav Fiers / El Caballero. En el corte final de la película, el simbionte fue reemplazado por la armadura del Rhino ya que Richard Parker tiene una fuerte conexión con el equipo de Proyectos Especiales de Oscorp usado por muchos villanos de Spider-Man. Sony Pictures tenía planes para crear un universo cinematográfico de Spider-Man con varias películas derivadas, incluida una película de Venom, pero esos planes fueron abandonados luego del acuerdo de estudio alcanzado con Marvel Studios.

#### Universo cinematográfico de Marvel
Los elementos de personajes relacionados con los simbiontes sirven como inspiración para los medios ambientados en el Universo cinematográfico de Marvel (UCM):
- En la película de acción real Guardianes de la Galaxia (2014), se hace referencia a los Exolons a través de los Exolon Monks, que sirven a Ronan el Acusador.[33]
- En Thor: Ragnarok (2017), Hela usa un arma llamada Necrosword que se basa en All-Black the Necrosword. Sin embargo, en la película no se menciona que el arma es un simbionte, porque en su introducción, All-Black no tenía la intención de ser un simbionte antes de ser un cómplice en los cómics, por lo que Marvel Studios tiene los derechos de All-Black.[34]
- En la serie de televisión animada What If...? (2021), episodio "¿Qué pasaría sí... T'Challa se convirtiera en un Star-Lord?", una encarnación de realidad alternativa de Taneleer Tivan usa el casco de Hela para producir un par de necroespadas para luchar contra Star-Lord T'Challa.
- La escena de la mitad de los créditos de Spider-Man: No Way Home (2021) presenta a Tom Hardy retomando su papel, sin acreditar, como Eddie Brock/Venom de las películas Venom (2018) y Venom: Let There Be Carnage (2021) del Universo Spider-Man de Sony (USS). Tanto Brock como Venom quedaron desplazados temporalmente en el MCU luego de los eventos de la última película debido a un hechizo mal lanzado por Stephen Strange con la intención de borrar el conocimiento del mundo sobre la identidad secreta de Peter Parker, que el propio Venom reconoce debido a una mente de conocimiento compartida entre los simbiontes en múltiples universos. Se les ve discutiendo eventos que ocurrieron en este universo con un cantinero que les informa sobre figuras notables como Tony Stark, Bruce Banner y Thanos, mientras aprenden sobre los eventos de El Blip. Cuando Brock contempla dirigirse a la ciudad de Nueva York para encontrarse con el propio Spider-Man, los dos son transportados instantáneamente de regreso a su universo de origen junto con los otros individuos desplazados del multiverso mientras el hechizo se vuelve a lanzar con éxito, mientras que, sin saberlo, dejan atrás una parte del simbionte Venom en la barra, que comienza a moverse.[35][36]
- Un no simbionte Necroespada aparece en Thor: Love and Thunder (2022), manejada por Gorr el Dios Carnicero.[37][38]

#### Universo Spider-Man de Sony
Los Simbiontes aparecen en el Universo Spider-Man de Sony:
- Los simbiontes Venom y Riot aparecen en Venom (2018).[39]Además, un simbionte azul designado SYM-A02 y un simbionte amarillo designado SYM-A03 hacen apariciones menores.[40]
- Los simbiontes Venom y Carnage aparecen en Venom: Let There Be Carnage (2021).[41]
- Los simbiontes Venom, Toxin y Agony aparecen en Venom: El último baile (2024).

### Videojuegos
- En el título de arcade Spider-Man: el videojuego, después de la derrota del Dr. Muerte, la lucha contra el jefe final consiste en una batalla contra un número infinito de clones simbionte creados por Muerte. Todos los clones pueden morir, pero hay un "clon principal" con mucha más vida. Derrotar a este clon es la única manera de ganar.
- En el título de N64/Playstation Spider-Man (2000), los simbiontes se hacen el enemigo más común después de rescatar a Mary Jane y regresar al Daily Bugle. La forma más rápida de matar a estos simbiontes era encontrar un cartucho de redes imbuido de fuego.
- La familia de simbiontes son personajes importantes en el videojuego Venom/Spider-Man: Separation Anxiety.
- Venom, Scream y Carnage aparecen como jefes en Spider-Man: The Animated Series.
- En el videojuego de Spider-Man 3, aparece Scream. Los poderes de Scream provienen de un simbionte en este juego que es también de color negro. Sin embargo, el simbionte solo cubre la mitad de su cuerpo. Esto solo se encuentra en las versiones de Wii/PS2 del juego.
- En Spider-Man: Edge of Time, se revela que un Anti-Venom controlado mentalmente es responsable de matar al Spider-Man de la actualidad, alterando el futuro de la línea temporal Marvel 2099 e incitando a Spider-Man 2099 a alterar más la línea de tiempo con el fin de salvar la vida de su predecesor y reparar la corriente temporal. En una de sus batallas, Anti-Venom, Doc Ock (que en la nueva línea de tiempo nunca fue un villano, pero todavía utiliza sus brazos característicos) y el villano exclusivo del juego, el Dr. Walker Sloan, el hombre de 2099 que trató de modificar la línea de tiempo, son chocados con un portal y se convierten en Atrocity, una versión inflada de Anti-Venom con tentáculos.
- En Spider-Man: Shattered Dimensions, la versión Ultimate Marvel de Spider-Man en su traje de simbionte es un personaje jugable. Madame Web había restaurado el traje negro ya que le proporciona a Peter Parker de este mundo las habilidades adicionales que necesitará para tener éxito en su misión, mientras que ella usa sus habilidades psíquicas para evitar que el traje intente dominar su mente. Sin embargo, las habilidades de Madame Web no parecen ser absolutas, ya que Ultimate Spider-Man experimenta episodios ocasionales de ira. Además, la versión Ultimate of Carnage aparece como el jefe final en los niveles Ultimate, donde se le otorgó la capacidad de reanimar a sus víctimas en criaturas simbióticas similares a zombis gracias a los poderes de un fragmento de la Tabla de Orden y Caos cuando S.H.I.E.L.D. es una locura. Mezclando el fragmento con Carnage.
- Dos versiones del traje negro aparecen como un traje opcional en el videojuego The Amazing Spider-Man, basado en su aparición en la película Spider-Man 3, y una versión modificada del traje de Spider-Man de la película The Amazing Spider-Man. La historia de fondo del juego también revela que la versión del juego del Simbionte se basa en una "sustancia negra" recuperada del espacio y que está vinculada con la versión del juego del Escorpión. Esta es una alusión a los cómics, donde Mac Gargan asumió brevemente el papel de Venom.
- Simbiólogos aparecen en Lego Marvel Super Heroes.
- Varios personajes de Simbiontes se presentan en el juego móvil Spider-Man Unlimited con el mundo de Simbionte como nivel.
- Venom, Scream y Carnage aparecen como personajes en el juego de Facebook: Marvel Avengers Alliance como villanos. Venom, Agent Venom, Hybridy Anti-Venom son personajes adquiribles para el equipo.
- Los simbiontes se "conectan" en una historia de Marvel Puzzle Quest. Además de Mac Gargan y Eddie Brock como Venom y Cletus Kasady como Carnage, hay cuatro nuevos simbiontes: un macho verde llamado Carrier, una hembra de color naranja llamada Horror, una criatura de dientes de color verde azulado llamada Demolisher, y una criatura con forma de perro magenta llamada Mutation.
- Una criatura simbionte aparece en Marvel vs. Capcom Infinite. En la historia del juego, Jedah Dohma usa la piedra del alma para robar un millón de almas de la Tierra y alimentarlas a un simbionte gigante, planeando fortalecerla y usarla como un arma contra Ultron Sigma. Cuando Chris Redfield intenta atacarlo, accidentalmente hace que parte del simbionte se vincule con Spider-Man, obligando a este último a luchar contra Frank West y Mike Haggar en contra de su voluntad (aunque el simbionte se elimina después de que Frank hace que suenen algunas alarmas de automóvil). La criatura se desata en New Metro City, pero es destruida por los héroes que usan tres de las Gemas Infinitas. Venom también aparece como un personaje jugable a través de contenido descargable.
- En Spider-Man, durante una conversación entre Spider-Man y Yuri Watanabe, ella rápidamente le pregunta a Spider-Man como una broma si él tiene un traje blanco y negro que indica que Spider-Man en algún momento tenía un traje negro pero se deshizo de él. eso. En la escena poscréditos, Norman Osborn ingresa en un laboratorio secreto dentro de su casa, donde se muestra a su hijo Harry Osborn, dentro de una cámara con la etiqueta G-35 con una sustancia similar a una tela negra adherida a su cuerpo. Cuando Spider-Man mira a través de ciertas ventanas, hay algunos objetos coleccionables en un estante, incluyendo una figura de Spider-Man de traje negro.
- En Marvel: Contest of Champions, Venom y Carnage aparecen como personajes jugables. En el juego también hay VenomPool (amalgama de Deadpool y Venom), Venom el Pato (amalgamación de Howard el pato y Venom) y Simbionte Supremo (amalgamación de Doctor Strange y Venom).
- En Marvel Strike Force aparecen Venom, Carnage, Scream, el Simbionte Spider-Man y Anti-Venom como personajes jugables.

### Atracciones
- Scream aparece como uno de los villanos en el juego de Universal Orlando, The Amazing Adventures of Spider-Man en Islands of Adventure.